# Castelleone
Castelleone là một đô thị ở tỉnh Cremona, vùng Lombardia của Italia, có vị trí cách khoảng 50 km về phía đông nam của Milan và khoảng 30 km về phía tây bắc của Cremona. Tại thời điểm ngày 31 tháng 12 năm 2004, đô thị này có dân số 9.088 người và diện tích là 45 km².
Castelleone giáp các đô thị: Cappella Cantone, Fiesco, Gombito, Izano, Madignano, Ripalta Arpina, San Bassano, Soresina, Trigolo.